# PGC 1593888
LEDA/PGC 1593888 ist eine Galaxie im Sternbild Herkules am Nordsternhimmel. Sie ist schätzungsweise 414 Millionen Lichtjahre von der Milchstraße entfernt und hat einen Durchmesser von etwa 45.000 Lichtjahren. 
Im selben Himmelsareal befinden sich unter anderem die Galaxien PGC 57645, PGC 57692, PGC 1586620, PGC 3862692.